# Vladimir Golubev
Vladimir Evgen'evič Golubev (in russo Владимир Евгеньевич Голубев?; Leningrado, 16 aprile 1950 – 19 settembre 2022) è stato un calciatore e allenatore di calcio sovietico dal 1991 russo, di ruolo difensore.

## Statistiche

### Cronologia presenze e reti in Nazionale
| Cronologia completa delle presenze e delle reti in nazionale ― Unione Sovietica | Cronologia completa delle presenze e delle reti in nazionale ― Unione Sovietica | Cronologia completa delle presenze e delle reti in nazionale ― Unione Sovietica | Cronologia completa delle presenze e delle reti in nazionale ― Unione Sovietica | Cronologia completa delle presenze e delle reti in nazionale ― Unione Sovietica | Cronologia completa delle presenze e delle reti in nazionale ― Unione Sovietica | Cronologia completa delle presenze e delle reti in nazionale ― Unione Sovietica | Cronologia completa delle presenze e delle reti in nazionale ― Unione Sovietica |
| Data                                                                            | Città                                                                           | In casa                                                                         | Risultato                                                                       | Ospiti                                                                          | Competizione                                                                    | Reti                                                                            | Note                                                                            |
| ------------------------------------------------------------------------------- | ------------------------------------------------------------------------------- | ------------------------------------------------------------------------------- | ------------------------------------------------------------------------------- | ------------------------------------------------------------------------------- | ------------------------------------------------------------------------------- | ------------------------------------------------------------------------------- | ------------------------------------------------------------------------------- |
| 7-9-1977                                                                        | Volgograd                                                                       | Unione Sovietica                                                                | 4 – 1                                                                           | Polonia                                                                         | Amichevole                                                                      | -                                                                               |                                                                                 |
| 26-2-1978                                                                       | Marrakech                                                                       | Marocco                                                                         | 2 – 3                                                                           | Unione Sovietica                                                                | Amichevole                                                                      | -                                                                               |                                                                                 |
| 5-4-1978                                                                        | Erevan                                                                          | Unione Sovietica                                                                | 10 – 2                                                                          | Finlandia                                                                       | Amichevole                                                                      | -                                                                               |                                                                                 |
| Totale                                                                          |                                                                                 | Presenze                                                                        | 3                                                                               |                                                                                 | Reti                                                                            | 0                                                                               |                                                                                 |